# One Love (singolo David Guetta)
One Love è un brano musicale del disc jockey francese David Guetta, interpretato dalla cantante britannica Estelle, estratto come terzo singolo dall'album One Love, pubblicato il 23 novembre 2009.
Il video musicale prodotto per One Love è stato diretto dal regista Director X e reso disponibile il 12 novembre 2009 sul canale YouTube ufficiale di David Guetta. Il video vede David Guetta ed Estelle a bordo di una Chevrolet Camaro nera del 1967.

## Tracce
CD singolo UK
1. One Love (Radio Edit) - 4:00
2. One Love (Extended Mix) - 6:46

CD singolo Europa
1. One Love (Extended Mix) - 6:46
2. One Love (Chuckie & Fatman Scoop Remix) - 8:00
3. One Love (Avicii Remix) - 7:45
4. One Love (Calvin Harris Remix) - 6:00
5. One Love (Arias Remix) - 7:08
6. One Love (Chocolate Puma Remix) - 4:48
7. One Love (Radio Edit) - 4:00

## Classifiche
| Classifica (2009/2010)            | Posizione più alta |
| --------------------------------- | ------------------ |
| Australian Singles Chart          | 36                 |
| Austrian Singles Chart            | 20                 |
| Dutch Top 40                      | 22                 |
| French Digital Singles Chart      | 46                 |
| German Singles Chart              | 18                 |
| Hungarian Singles Chart           | 10                 |
| Polish Dance Chart                | 7                  |
| Slovakian Airplay Chart           | 2                  |
| Schweizer Hitparade               | 48                 |
| Official Singles Chart            | 46                 |
| Official Dance Chart              | 4                  |
| US Billboard Hot Dance Club Songs | 1                  |